# لاينن (إنديانا)
لاينن (بالإنجليزية: Lynn, Indiana)‏ هي بلدة أمريكية تقع في الولايات المتحدة في Randolph County. يقدر عدد سكانها بـ 1,097 نسمة ومساحتها 1.45 كم2 وترتفع عن سطح البحر 360 متر.

## التركيبة السكانية
قام مكتب تعداد الولايات المتحدة بتحديد بيانات التركيبة السكانية للاينن في تعداد الولايات المتحدة. في ما يلي، التركيبة السكانية حسب تعدادي 2000 و2010.

### تعداد عام 2000
بلغ عدد سكان لاينن 1,143 نسمة بحسب تعداد عام 2000، وبلغ عدد الأسر 468 أسرة وعدد العائلات 313 عائلة مقيمة في البلدة. في حين سجلت الكثافة السكانية 2,027.3 نسمة لكل ميل مربع (782.7/كم2). وبلغ عدد الوحدات السكنية 508 وحدة بمتوسط كثافة قدره 901.0 نسمة لكل ميل مربع (347.9/كم2).
وتوزع التركيب العرقي للبلدة بنسبة 96.50% من البيض و 0.17% من الأمريكيين الأصليين و 0.44% من الأمريكيين ذوي الأصول الآسيوية و 0.35% من سكان جزر المحيط الهادئ و 0.35% من الأمريكيين الأفارقة و 1.92% من عرقين مختلطين أو أكثر.
بلغ عدد الأسر 468 أسرة كانت نسبة 32.1% منها لديها أطفال تحت سن الثامنة عشر تعيش معهم، وبلغت نسبة الأزواج القاطنين مع بعضهم البعض 53.2% من أصل المجموع الكلي للأسر، ونسبة 9.4% من الأسر كان لديها معيلات من الإناث دون وجود شريك، وكانت نسبة 33.1% من غير العائلات. تألفت نسبة 28.6% من أصل جميع الأسر من أفراد ونسبة 14.7% كانوا يعيش معهم شخص وحيد يبلغ من العمر 65 عاماً فما فوق. وبلغ متوسط حجم الأسرة المعيشية 2.99، أما متوسط حجم العائلات فبلغ 2.44.
بلغ العمر الوسطي للسكان 36 عاماً. وكانت نسبة 26.3% من القاطنين تحت سن الثامنة عشر، وكانت نسبة 9.2% بين الثامنة عشر والأربعة وعشرون عاماً، ونسبة 26.5% كانت واقعةً في الفئة العمرية ما بين الخامسة والعشرون حتى والأربعة وأربعون عاماً، ونسبة 22.4% كانت ما بين الخامسة والأربعون حتى الرابعة والستون، ونسبة 15.6% كانت ضمن فئة الخامسة والستون عاماً فما فوق. يوجد لكل 100 أنثى 92.4 ذكر، ويوجد لكل 100 أنثى في الثامنة عشر من عمرها فما فوق 91.4 ذكر.
بلغ متوسط دخل الأسرة في البلدة 32,368 دولار، أما متوسط دخل العائلة فبلغ 38,636 دولار. وكان متوسط دخل الذكور 27,917 دولار مقابل 20,438 دولار للإناث. وسجل دخل الفرد الخاص بالبلدة 15,148 دولار. وكانت نسبة 7.9% من العائلات ونسبة 10.2% من السكان تحت خط الفقر، وكان من هؤلاء نسبة 11.1% تحت سن الثامنة عشر ونسبة 12.3% في الخامسة والستين من العمر وما فوق.

### تعداد عام 2010
بلغ عدد سكان لاينن 1,097 نسمة بحسب تعداد عام 2010، وبلغ عدد الأسر 439 أسرة وعدد العائلات 302 عائلة مقيمة في البلدة. في حين سجلت الكثافة السكانية 1,958.9 نسمة لكل ميل مربع (756.3/كم2). وبلغ عدد الوحدات السكنية 498 وحدة بمتوسط كثافة قدره 889.3 لكل ميل مربع (343.4/كم2).
وتوزع التركيب العرقي للبلدة بنسبة 97.7% من البيض و 0.1% من الأمريكيين الأصليين و 0.7% من الأمريكيين ذوي الأصول الآسيوية و 0.5% من الأمريكيين الأفارقة و 0.8% من عرقين مختلطين أو أكثر.
بلغ عدد الأسر 439 أسرة كانت نسبة 35.1% منها لديها أطفال تحت سن الثامنة عشر تعيش معهم، وبلغت نسبة الأزواج القاطنين مع بعضهم البعض 49.0% من أصل المجموع الكلي للأسر، ونسبة 13.4% من الأسر كان لديها معيلات من الإناث دون وجود شريك، بينما كانت نسبة 6.4% من الأسر لديها معيلون من الذكور دون وجود شريكة وكانت نسبة 31.2% من غير العائلات. تألفت نسبة 26.2% من أصل جميع الأسر من أفراد ونسبة 14.8% كانوا يعيش معهم شخص وحيد يبلغ من العمر 65 عاماً فما فوق. وبلغ متوسط حجم الأسرة المعيشية 2.97، أما متوسط حجم العائلات فبلغ 2.50.
بلغ العمر الوسطي للسكان 37.9 عاماً. وكانت نسبة 25.7% من القاطنين تحت سن الثامنة عشر، وكانت نسبة 8.7% بين الثامنة عشر والأربعة وعشرون عاماً، ونسبة 24.6% كانت واقعةً في الفئة العمرية ما بين الخامسة والعشرون حتى والأربعة وأربعون عاماً، ونسبة 23% كانت ما بين الخامسة والأربعون حتى الرابعة والستون، ونسبة 17.9% كانت ضمن فئة الخامسة والستون عاماً فما فوق. وتوزع التركيب الجنسي للسكان بنسبة 48.3% ذكور و51.7% إناث.